# Petre S. Aurelian
Petre S. Aurelian (n. 13 decembrie 1833, Slatina, Olt, România – d. 24 ianuarie 1909, București, România) a fost un economist, agronom, om politic român, membru titular din 1871 al Academiei Române și președinte al acesteia între anii 1901 - 1904. Petre S. Aurelian a fost, de asemenea, cel de-al nouǎsprezecelea  prim-ministru al României în perioada 2 decembrie 1896 - 12 aprilie 1897.

## Educație
Provine dintr-o familie de învățători din Transilvania, care în 1819 se stabilește la Slatina. A urmat școala primară în localitatea natală. A studiat la Colegiul Sfântul Sava, din București, apoi, între 1856 și 1860, în Franța la Școala Superioară de Agronomie din Grignon. În 1855, a fost șef de promoție și a obținut licența în știinte economice și agronomie. Se întoarce în România, unde este angajat ca inginer la Ministerul Lucrărilor Publice și ca profesor la Școala de Agricultură din Pantelimon. A funcționat și ca redactor la publicațiile "Monitorul" și "Agronomia". Totodată, a fost profesor de economie rurală și drept administrativ la Școala de poduri și șosele din București (1879).

## Realizări politice
A întemeiat gruparea politică liberală „drapeliștii”, grupați în jurul foii ”Drapelul”.

## Realizări profesionale
A fost un economist și un creator al școlii românești de gândire economică. Adept al protecționismului industrial, a participat constant, mai bine de 20 de ani, împotriva „epitropiei economice” a capitalului străin, pentru afirmarea națiunii române independente, în ceea ce privește economia și delimitarea locului ei în concertul internațional. A introdus noțiunea de „program economic” pentru dezvoltarea complexă. A fost un oponent hotărât al convenției comerciale cu Austro-Ungaria. A văzut în asociaționism, mai ales în mediul rural, o armă eficientă împotriva capitalismului cămătăresc. A adus aprecieri obiective asupra reformei agrare din 1864. A fost ales deputat, senator, numit ministru al Lucrărilor Publice (1877-1878 și 1887-1888) și ministru al Educației (1882-1884).
Pe 21 noiembrie 1896, regele Carol I l-a numit la conducerea guvernului, funcție în care a rămas până în 26 martie 1897. Și-a continuat activitatea politică și după această funcție, fiind desemnat, pe rând, ministru de Interne și al Agriculturii în guverne conduse de D. A. Sturdza. Spre sfârșitul vieții, a fost ales în două mandate președinte al Senatului. A prezentat în Parlament  raportul „Măsuri generale spre a veni în ajutorul industriei naționale”, pe baza căruia a fost adoptată prima lege privind încurajarea industriei în România (21 aprilie 1887).
Petre S. Aurelian a fost ales membru al Academiei Române în 1871 și a deținut funcția de președinte al Academiei în perioada 1901-1904. A fost primul economist român din Academie care a deținut această funcție.
A murit pe 24 ianuarie 1909, la vârsta de 76 de ani.
În anul 2000, sub egida Fundației de Învățământ, Știintă și Cultură „Prof. univ. dr. Alexandru Puiu”, a fost înființat la Brăila Liceul Economic „P. S. Aurelian”.
La 19 septembrie 2000 a luat ființă la Slatina Colegiul Economic „Petre S. Aurelian”.

## Opere
- Notice sur la Roumanie, principalement au point de vue de son economie rurale, industrielle et commerciale. Suivie du Catalogue special des produits exposés dans la section roumaine a l'exposition universelle de Paris en 1867 et d'une notice sur  l'histoire du travail dans ce pays; (1867)
- Catehismul economiei politice; (1869)
- Terra nostra. Schițe economice asupra României; (1875)
- Bucovina; (1876)
- Descriere economică însocită de una charta; (1876)
- Economia rurală la români; (1879)
- Cum se poate funda industria română față de libertatea comerțului de importațiune; (1881)
- Schițe asupra stării economice a României în secolul al XVIII-lea; (1882)
- Politica noastră comercială față cu convențiunea de comerciu; (1885)
- Politica noastră vamală; (1890)
- Viitorul nostru economic; (1890)
- Despre sisteme de cultură și raportul lor cu starea socială; (1891)
- Agricultura română; (1904)